# Jingliš
Jingliš (ISO 639-3: yib povučen i uklopljen u engleski; ameridiš; yinglish, ameridish), jedan od nekad tri priznata engleska jezika zapadnogermanske skupine, kojim se tek kao drugim jezikom služe aškenaske skupine Židova u SAD-i i UK-u. Prema židovskom jezikoslovcu Joshua Aaron Fishmanu, ovaj židovsko-engleski jezik varijanta je engleskog nastala utjecajem jidiša, otuda mu i ime yinglish (yiddish + english). Naziv ameridish dolazi od američki i jidiš. Njegov kodni naziv je povučen iz upotrebe 2007. godine.

## Vanjske poveznice
- Ethnologue (14th)
- Ethnologue (15th)
- Ethnologue (16th)
- A little bit of Yiddish...